# Крушаре
 Тази статия е за селото в България.  За селото в Гърция вижте Крушари (дем Пела).  
Крушаре е село в Югоизточна България. То се намира в община Сливен, област Сливен.

## География
Селото се намира на около 15 км югоизточно от Сливен и на около 13 км северозападно от Ямбол.
Селото е разположено на левия бряг на река Тунджа в южната най-ниска част на Сливенско поле, на около 150 м надморска височина. От запад, юг и изток е заобиколено от най-източните ниски разклонения на Сърнена гора.
По-близо е до Ямбол, но административно и икономически е приобщено към Сливен.
Алувиално-ливадните почви край Тунджа, канелено-подзолистите почви и черноземните смолници са подходящи за отглеждането на зърнени и технически култури, зеленчуци и трайни насаждения. От 60-те до 80-те години на ХХ в. тук са създадени крупни масиви от овощни градини, лозя и зеленчуци. Голям разсадник за овощен посадъчен материал от праскови, кайсии, ябълки, круши, череши задоволява нуждите на южна България. През 90-те години разсадникът е изоставен и значителна част от овощните насаждения са унищожени.
При новите условия се използват различни форми за обработване на земята – земеделска кооперация на доброволни начала, сдружения даване под аренда и с лично участие. Произвеждат се зърнено-хлебни и технически култури, зеленчуци, грозде. Добре развито е животновъдството – овце, говеда, свине, птици. Днес биволовъдството е изгубило значението си, но говедовъдството продължава да се развива, а дървеният тесен мост е заменен с широк железобетонен мост.

## История
Турското име на селото е било Артъкларе. Някои автори свързват старото име на селото Артакларе със средищното му положение между двата града. Според други преди да бъде заселено, околното население наричало землището му ортаери-средина, откъдето и Артакларе. Според трета версия, която е най-правдоподобна, преди заселването на мястото му е имало чифлик или воденица държана от ортаци. В турските документи селото се споменава през 1609 г. под името Артуклар. Възможно е името да произлиза от турското Артук-Артуклар. (Артук=човек с големи качества).
Говедовъдството е стар поминък на населението. В „Пътувания по България“ К. Иречек пише: „Тъкмо един час от Ямбол се минава по дървен мост пак през Тунджа. В не дълбоката вода под моста множество черни, лениво преживящи биволи, повечето от които само главата си подаваха на повърхността, а до тях на един малък остров почиваше стадо бели волове.“
Училището е от 1868 г., а читалището от 1929 г. Поставена е паметна плоча на загиналите в Отечествената война 1944-1945 г. Издигнат е бюст-паметник на антифашиста Демир Славов, обесен през 1942 г. в Сливенския затвор.
На 2 км западно от селото има селищна могила от бронзовата епоха и две надгробни могили. В местността Юртя има следи от средновековно селище. Открити са наушник и колективна находка от 320 византийски монети от XII век.

## Население
Численост на населението според преброяванията през годините:
| \| Година на преброяване \| Численост \| \| --------------------- \| --------- \| \| 1910 \| 1064 \| \| 1920 \| 1327 \| \| 1926 \| 1477 \| \| 1934 \| 1809 \| \| 1946 \| 2116 \| \| 1956 \| 2235 \| \| 1965 \| 2135 \| \| 1975 \| 2101 \| \| 1985 \| 2224 \| \| 1992 \| 2239 \| \| 2001 \| 2146 \| \| 2011 \| 2064 \| \| 2021 \| 2097 \| |           |
| Година на преброяване | Численост |
| 1910 | 1064      |
| 1920 | 1327      |
| 1926 | 1477      |
| 1934 | 1809      |
| 1946 | 2116      |
| 1956 | 2235      |
| 1965 | 2135      |
| 1975 | 2101      |
| 1985 | 2224      |
| 1992 | 2239      |
| 2001 | 2146      |
| 2011 | 2064      |
| 2021 | 2097      |

### Етнически състав

#### Преброяване на населението през 2011 г.
Численост и дял на етническите групи според преброяването на населението през 2011 г.:
|                     | Численост | Дял (в %) |
| Общо                | 2064      | 100.00    |
| Българи             | 1297      | 62.84     |
| Турци               | –         | –         |
| Цигани              | 736       | 35.66     |
| Други               | 7         | 0.34      |
| Не се самоопределят | –         | –         |
| Неотговорили        | 20        | 0.97      |

## Религии
Православно християнство
Православен храм „Св. Троица“.

## Обществени институции
Село Крушаре е в състава на Сливенска община. Има автобусни връзки със Сливен, Ямбол, Кермен и други. Селото е благоустроено с хубав център, много образцови домове и големи стопански дворове, здравен участък, кметство, голям читалищен дом, търговска сграда, училище.
- Читалището на селото е утвърдено със заповед на Министъра на народното просвещение, подписана на 20 май 1929 година. Носи името „Искра“ от създаването си. Читалищната библиотека участва в проект на Глобални библиотеки, по който е изработен сайт на селото.[7]
- Училището в село Крушаре има над 130-годишна история. В миналото е носело името на българския поет и революционер Никола Вапцаров. Понастоящем е преименувано на „Черноризец Храбър“.
- Кметството се намира в самия център на селото и част от обновената читалищна сграда с модерно оборудване и европейски облик.

## Културни и природни забележителности
През лятото на 2008 археолозите от Регионалния исторически музей гр. Сливен проучват в съвместната си работа с екипа на ТЕМП, под ръководството на проф. Георги Китов две могили край с. Крушаре. От особен интерес е Якимова могила. „Тя е много атрактивна, с представителни произведения на тракийското изкуство от втората половина на V век пр.н.е. Находки от тази епоха в България се срещат твърде рядко“, казва ръководителят на експедицията д-р Георги Китов от Археологическия институт с музей при БАН. В могилата е открит златен нагръдник, най-големият намиран в България, златен пръстен с изображение на музикант върху плочка от полускъпоценен камък, три сребърни съда, броня с железни ръкави, меч и други оръжия.
Открития са направени след приключване на теренната работа, когато в базата, след почистване на красив бронзов съд от Якимова могила, на дръжката му откриват три букви. Те са на гръцки език и както обяснява д-р Китов, езиковедите ги разчитат като „на героя“. Това означава, че съдчето би могло да се разглежда като един вид „купа“, получена при победа в състезание – може би музикално, ако се има предвид изображението на пръстена на погребания (мъж, който свири на лира) или друг вид състезание. Този пръстен д-р Китов смята за най-ефектната от находките на експедиция ТЕМП в Сливенско: „Пръстенът е много красив, с много красиво, добре изпълнено и високохудожествено изображение. Освен това ние досега не бяхме намирали пръстен с въртяща се плочка. В България са известни два такива – единият със златна плочка с надпис, другият – с изображение върху полублагороден камък, какъвто е и откритият от нас в Якимова могила. Той е с изображение на музикант върху плочка от ахат.“ Това е пръстен-печат, потвърждава Китов. Носен е с печата навътре към дланта, защото обратната страна е изпъкнала и е неудобна, а и така се предпазва изображението от повреди.

## Редовни събития
Църковният празник, на който някога се е провеждал селският панаир, е бил „Свети Дух“. Това е подвижен празник в българския православен календар. В годините на социализма за празник на селото е избран 24 май.

## Личности
- Станка Златева (р. 1983), българска състезателка по борба
- Демир Демирев, състезател по вдигане на тежести
- Демир Славов (? – 1942), комунистически партизанин
- Камен Васевски (р. 1935), писател